# Rue Trognon
La rue Trognon  est une ancienne rue qui était située dans l'ancien 6e arrondissement de Paris, qui a été absorbée lors du percement du boulevard de Sébastopol et de la rue de Rivoli.

## Situation
La rue Trognon, d'une longueur de 22 mètres, située dans l'ancien 6e arrondissement, quartier des Lombards, commençait aux 7-9, rue Davignon et finissait aux 5-7, rue de la Heaumerie.
Les numéros de la rue étaient noirs. En 1817, le dernier numéro impair était le no 3 et le seul numéro pair était le no 2. En 1844, il n'y avait pas de numéro dans cette rue.

## Origine du nom
On ne connait pas l'origine du nom de cette rue, seulement qu'il est probablement une altération.

## Historique
Selon Jaillot, elle se nommait anciennement « rue Philippe-le-Comte », « rue Jean-le-Comte », « rue Jean-le-Cointe » et « cour Pierre-la-Pie », et elle était souvent confondue avec la rue de la Basennerie.
Elle est citée dans Le Dit des rues de Paris de Guillot de Paris sous le nom de « rue Jehan-le-Conte ». En 1399, elle s'appelle « rue Jean-Fraillon ».
Elle prend ensuite le nom de « rue Trognon », « rue Tronion » et « rue Truvignon » , puis celui de « rue de la Galère », à cause d'une enseigne et enfin, elle reprit son nom de « rue Trognon ».
En 1702, la rue fait partie du quartier de Saint-Jacques-de-la-Boucherie.
Une décision ministérielle du 28 brumaire an VI (18 novembre 1797), signée Letourneux, fixe la moindre largeur de cette voie publique à 6 mètres. Cette largeur est portée à 7 mètres, en vertu d'une ordonnance royale du 19 juillet 1840.
Elle disparait, en 1853, lors du percement de la rue de Rivoli et du boulevard de Sébastopol.